# Scialografia
La scialografia (o sialografia) è una tecnica radiologica, oggi raramente utilizzata, che consiste nell'iniezione di un liquido di contrasto iodato e dalla consistenza oleosa attraverso un piccolo catetere inserito allo sbocco del dotto salivare.
Dopo aver iniettato il mezzo di contrasto vengono eseguite alcune proiezioni radiologiche che visualizzano tutto il canale salivare fino alle ghiandole salivari.
Questo esame è stato quasi del tutto sostituito dall'ecografia per l'avvento di sonde ecografiche sempre più tecnologicamente avanzate.